# مسافة العينة الأرضية
في الاستشعار عن بعد ، مسافة العينة الأرضية ( GSD ) في التصوير الرقمي (مثل الصورة التقويمية ) للأرض من الجو/الفضاء هي المسافة بين مراكز البكسل المقاسة على الأرض. على سبيل المثال ، في صورة ذات مسافة عينة أرضية ( GSD ) بطول متر واحد ، تكون مواقع صور البكسل المتجاورة على بعد متر واحد على الأرض.  GSD هو أحد القياسات المستخدمة للتغلب على أحد عيوب الدقة المكانية أو دقة الصورة الناتجة عن أخذ الصور على فترات محددة (أخذ العينات)للصور الجوية. 
يشار إلى GSD أيضًا باسم فاصل العينة المسقط على الأرض ( GSI ) أو مجال الرؤية اللحظية المسقط على الأرض ( GIFOV ). 

## أنظر أيضا
- المسافة الجغرافية